# العلاقات الإندونيسية الجنوب إفريقية
العلاقات الإندونيسية الجنوب أفريقية هي العلاقات الثنائية التي تجمع بين إندونيسيا وجنوب أفريقيا.

## مقارنة بين البلدين
هذه مقارنة عامة ومرجعية للدولتين:
| وجه المقارنة                                              | إندونيسيا         | جنوب أفريقيا |
| --------------------------------------------------------- | ----------------- | --- |
| المساحة (كم2)                                             | 1.90 مليون        | 1.22 مليون |
| عدد السكان (نسمة)                                         | 263.99 مليون      | 57.73 مليون |
| الكثافة السكانية (ن./كم²)                                 | 138.94            | 47.32 |
| العاصمة                                                   | جاكرتا            | بريتوريا، بلومفونتين، كيب تاون |
| اللغة الرسمية                                             | اللغة الإندونيسية | لغة إنجليزية، اللغة الأفريقانية، اللغة النديبلي الجنوبية، اللغة السوثو الشمالية، اللغة السوتية، لغة سوازي، اللغة التسونجا، اللغة التسوانية، اللغة الفيندية، اللغة الكوسية، اللغة الزولوية |
| العملة                                                    | روبية إندونيسية   | راند جنوب أفريقي |
| الناتج المحلي الإجمالي (بليون دولار)                      | 1.02 تريليون      | 349.42 مليار |
| الناتج المحلي الإجمالي (تعادل القوة الشرائية) بليون دولار | 2.85 تريليون      | 725.91 مليار |
| الناتج المحلي الإجمالي الاسمي للفرد دولار أمريكي          | 3.35 ألف          | 5.72 ألف |
| الناتج المحلي الإجمالي للفرد دولار أمريكي                 | 10.52 ألف         | 13.05 ألف |
| مؤشر التنمية البشرية                                      | 0.684             | 0.666 |
| رمز المكالمات الدولي                                      | +62               | +27 |
| رمز الإنترنت                                              | .id               | .za |
| المنطقة الزمنية                                           |                   | ت ع م+02:00، أفريقيا/جوهانسبرغ ‏ |

## منظمات دولية مشتركة
يشترك البلدان في عضوية مجموعة من المنظمات الدولية، منها:
| علم المنظمة | اسم المنظمة                                                | تاريخ انضمام إندونيسيا | تاريخ انضمام جنوب أفريقيا |
| ----------- | ---------------------------------------------------------- | ---------------------- | ------------------------- |
|             | مؤسسة التنمية الدولية                                      | 20 أغسطس 1968          | 12 أكتوبر 1960            |
|             | يونسكو                                                     | 27 مايو 1950           | 4 نوفمبر 1946             |
|             | وكالة ضمان الاستثمار متعدد الأطراف                         | 12 أبريل 1988          | 10 مارس 1994              |
|             | الأمم المتحدة                                              | 28 سبتمبر 1950         | 7 نوفمبر 1945             |
|             | العملية المشتركة للاتحاد الأفريقي والأمم المتحدة في دارفور | ?                      | ?                         |
|             | الفريق المعني برصد الأرض                                   | ?                      | ?                         |
|             | الاتحاد البريدي العالمي                                    | ?                      | ?                         |
|             | مجموعة العشرين                                             | ?                      | ?                         |
|             | البنك الدولي للإنشاء والتعمير                              | 13 أبريل 1967          | 27 ديسمبر 1945            |
|             | المنظمة الهيدروغرافية الدولية                              | ?                      | ?                         |
|             | الاتحاد الدولي للاتصالات                                   | 1949                   | 1910                      |
|             | منظمة حظر الأسلحة الكيميائية                               | ?                      | ?                         |
|             | مؤسسة التمويل الدولية                                      | 23 أبريل 1968          | 3 أبريل 1957              |
|             | منظمة التجارة العالمية                                     | ?                      | 1995                      |
|             | منظمة الشرطة الجنائية الدولية                              | 5 أكتوبر 1954          | ?                         |

## وصلات خارجية
- موقع وزارة الخارجية الإندونيسية
- موقع وزارة الخارجية الجنوب أفريقية